# SI osnovne jedinice
SI osnovnih jedinica ima sedam: za duljinu, masu, vrijeme, jakost el. struje, temperaturu, količinu tvari i jakost (intenzitet) svjetlosti.
| Osnovne SI jedinice | Osnovne SI jedinice | Osnovne SI jedinice        | Osnovne SI jedinice | Osnovne SI jedinice |
| ------------------- | ------------------- | -------------------------- | --- | ------------------- |
| Ime                 | Simbol              | Veličina                   | Definicija |                     |
| metar               | m                   | duljina                    | Jedan metar jednak je putu koji svjetlost prevali u vakuumu za 1/299 792 458 dio sekunde. |                     |
| kilogram            | kg                  | masa                       | Od 16. studenog 2018. definira se pomoću Planckove konstante, određene kao 6,62607015⋅10−34 J⋅s. |                     |
| sekunda             | s                   | vrijeme                    | Jedna sekunda je vrijeme 9 192 631 770 perioda zračenja atoma cezija 133 u osnovnom stanju. |                     |
| amper               | A                   | električna struja          | Električna struja od 1 ampera je ona koja protičući kroz dva ravna paralelna vodiča beskonačne duljine i zanemarivog poprečnog presjeka, koji se nalaze na udaljenosti jednog metra u vakuumu, proizvodi silu među vodičima od 2·10−7 njutna po dužnom metru. |                     |
| kelvin              | K                   | termodinamička temperatura | Jedan kelvin jednak je 1/273,16 dijelu temperature trojne točke vode. |                     |
| Mol                 | mol                 | količina tvari             | Jedan mol je ona količina neke tvari koja sadrži NA=6,023·1023 svojih elementarnih čestica (atoma, iona, molekula). (vidi Avogadrova konstanta) |                     |
| kandela             | cd                  | jakost svjetlosti          | Jedna kandela je ona svjetlosna jakost koju zrači površina crnog tijela od 1/600 000 kvadratnog metra na temperaturi od 2054 K i tlaku od 101 325 paskala. |                     |